# Giuseppe Federico di Sassonia-Hildburghausen
Giuseppe Maria Federico Guglielmo di Sassonia-Hildburghausen (Erbach, 5 ottobre 1702 – Hildburghausen, 4 gennaio 1787) è stato un generale e feldmaresciallo austriaco.
Era il terzo figlio di Ernesto di Sassonia-Hildburghausen (1655 – 1715) e di Sofia Enrichetta di Waldeck (1662 – 1702), figlia del feldmaresciallo Giorgio Federico di Waldeck. Alla sua nascita aveva una sorella, Sofia, e un fratello, Ernesto Federico (1681 - 1724), già designato come successore. Il padre morì nove giorni dopo la sua nascita.

## Biografia

### La carriera militare
Fu destinato alla carriera militare, nella quale già il padre stesso aveva ottenuto notevoli successi e ricevette la tipica educazione del nobiluomo del suo tempo, con molti viaggi d'istruzione in Europa. A sedici anni, il giovane principe entrò nell'esercito austriaco e già nel 1719 divenne capitano di stato maggiore del 18º reggimento di fanteria Seckendorff, con il quale combatté nella guerra della Quadruplice alleanza (1717 - 1720) in Sicilia.
Si convertì al Cattolicesimo nel 1728 e nel 1729 venne nominato colonnello-luogotenente e l'anno successivo (18 luglio 1730) colonnello del reggimento "Palffy". Nel gennaio 1732 ottenne il comando dell'8º reggimento di fanteria.
Allo scoppio della guerra di successione polacca (1733-1735/1738) servì l'Austria combattendo in alcune campagne del nord Italia. In questi combattimenti compì il suo operato migliore, venendo nominato feldmaresciallo luogotenente (30 aprile 1735) e oncluse la sua partecipazione alla guerra con il rango di feldmaresciallo (25 settembre 1736).
L'anno seguente venne nominato comandante dell'armata austriaca durante la guerra russo-turca (1735–1739). Nel 1737 il suo tentativo di conquistare Banja Luka fallì, ma gli venne riconosciuto unanimemente il coraggio personale, dimostrato per esempio nella battaglia di Grocka (22 luglio 1739), quando coprì con le proprie armate la ritirata dell'esercito imperiale.
Dopo la guerra il principe Giuseppe venne nominato governatore di Komárom in Ungheria e la sua nomina ebbe valore effettivo (11 giugno 1739) quando ricevette le deleghe di generale e comandante in campo dell'armata imperiale. All'inizio della guerra di successione austriaca (1740-1748) organizzò a Komárom l'equipaggiamento e l'istituzione dei nuovi reggimenti ungheresi e venne sostanzialmente impiegato in questa delicata fase amministrativa per conto dell'amministrazione dell'esercito austriaco. Nel 1743 venne nominato gran direttore militare e generale comandante dell'Austria interna, di Karlstadt e di Varasdino. Attraverso l'organizzazione della frontiera militare e sempre in riconoscimento del proprio operato, venne nominato nuovamente feldmaresciallo dell'esercito (18 aprile 1744). Solo nel maggio del 1749 venne escluso da questa carica, per sua personale volontà.
Negli anni successivi egli visse tranquillamente in Austria. Dopo lo scoppio della guerra dei sette anni (1756-1763), nella primavera del 1757 venne nominato comandante dell'armata imperiale, con l'ordine di procedere contro Federico II di Prussia. Assieme ai reggimenti francesi intervenuti nello scontro e comandati dal principe di Soubise, l'armata imperiale venne sconfitta nella battaglia di Roßbach (5 novembre 1757). Giuseppe, deluso per la sconfitta, decise di rinunciare ad ogni suo incarico militare. Storici successivi ritengono questa decisione frutto di una riflessione sulle sorti delle guerre dell'epoca e sulla scarsa preparazione delle armate austriache e francesi.Gli venne concesso simbolicamente il grado di feldmaresciallo dell'armata imperiale (9 novembre 1785), con il quale Giuseppe concluse la propria carriera.

### La vita alla corte degli Asburgo
Giuseppe mantenne buoni rapporti con la famiglia Asburgo durante tutta la propria vita. Nel 1739 l'imperatore Carlo VI lo nominò cavaliere dell'ordine del Toson d'oro, la più alta onorificenza concessa dagli Asburgo. Il 13 marzo 1741 rappresentò il re Augusto III di Polonia come padrino per il giovane arciduca Giuseppe d'Asburgo, figlio dell'imperatrice Maria Teresa. Strinse con l'imperatrice un'amicizia che ebbe futuri risvolti anche nelle questioni di stato.
A Parigi il 17 aprile 1738 Giuseppe sposò la nipote del principe Eugenio di Savoia, unica erede dell'enorme fortuna lasciata dal condottiero italiano che era stato per lungo tempo fedele servitore dell'esercito austriaco, la principessa Maria Anna Vittoria di Savoia-Carignano, contessa di Soissons, che era di vent'anni più anziana di lui. Grazie a questo matrimonio, Giuseppe venne in possesso di nuovi territori e di una considerevole fortuna in denaro. Il matrimonio, comunque, si dimostrò ben presto infelice e i due si separarono nel 1752, senza tuttavia formalizzare mai il divorzio. 
Egli trascorse il resto della propria vita nel suo Palazzo Rosenkavalier (oggi Auersperg) a Vienna e, a causa della gran mole di debiti contratti dai suoi parenti alla guida del ducato di Sassonia-Hildburghausen, divenne  nel 1769, per incarico dell'imperatore Giuseppe II, amministratore del ducato, con il compito di evitarne la bancarotta. Il duca al potere Ernesto Federico III, suo pronipote collaterale, venne dichiarato incapace di governare e, quando morì nel 1780, Giuseppe Federico assunse la reggenza per conto del trisnipote diciassettenne Federico, reggenza che mantenne fino alla morte nel 1787.

## Ascendenza
|                                             |                       |                                        | Genitori                                |  |  | Nonni |  |  | Bisnonni                    |  |  | Trisnonni                             |  |
|                                             |                       |                                        |                                         |  |  |       |  |  | Giovanni di Sassonia-Weimar |  |  | Giovanni Guglielmo di Sassonia-Weimar |  |
|                                             |                       |                                        |                                         |  |  |       |  |  | Giovanni di Sassonia-Weimar |  |  | Giovanni Guglielmo di Sassonia-Weimar |  |
|                                             |                       | Dorotea Susanna di Wittelsbach-Simmern |                                         |  |  |       |  |  | Giovanni di Sassonia-Weimar |  |  |                                       |  |
| Ernesto I di Sassonia-Coburgo-Altenburg     |                       |                                        |                                         |  |  |       |  |  | Giovanni di Sassonia-Weimar |  |  |                                       |  |
|                                             |                       | Dorotea Maria di Anhalt                | Gioacchino Ernesto di Anhalt            |  |  |       |  |  |                             |  |  |                                       |  |
|                                             |                       | Dorotea Maria di Anhalt                | Gioacchino Ernesto di Anhalt            |  |  |       |  |  |                             |  |  |                                       |  |
|                                             |                       | Dorotea Maria di Anhalt                | Eleonora di Württemberg                 |  |  |       |  |  |                             |  |  |                                       |  |
| Ernesto di Sassonia-Hildburghausen          |                       | Dorotea Maria di Anhalt                |                                         |  |  |       |  |  |                             |  |  |                                       |  |
|                                             |                       | Giovanni Filippo di Sassonia-Altenburg | Federico Guglielmo I di Sassonia-Weimar |  |  |       |  |  |                             |  |  |                                       |  |
|                                             |                       | Giovanni Filippo di Sassonia-Altenburg | Federico Guglielmo I di Sassonia-Weimar |  |  |       |  |  |                             |  |  |                                       |  |
|                                             |                       | Giovanni Filippo di Sassonia-Altenburg | Anna Maria del Palatinato-Neuburg       |  |  |       |  |  |                             |  |  |                                       |  |
| Elisabetta Sofia di Sassonia-Altenburg      |                       | Giovanni Filippo di Sassonia-Altenburg |                                         |  |  |       |  |  |                             |  |  |                                       |  |
|                                             |                       | Elisabetta di Brunswick-Wolfenbüttel   | Enrico Giulio di Brunswick-Lüneburg     |  |  |       |  |  |                             |  |  |                                       |  |
|                                             |                       | Elisabetta di Brunswick-Wolfenbüttel   | Enrico Giulio di Brunswick-Lüneburg     |  |  |       |  |  |                             |  |  |                                       |  |
|                                             |                       | Elisabetta di Brunswick-Wolfenbüttel   | Elisabetta di Danimarca                 |  |  |       |  |  |                             |  |  |                                       |  |
| Giuseppe Federico di Sassonia-Hildburghause |                       | Elisabetta di Brunswick-Wolfenbüttel   |                                         |  |  |       |  |  |                             |  |  |                                       |  |
|                                             | Volrado IV di Waldeck | Giosia I di Waldeck                    |                                         |  |  |       |  |  |                             |  |  |                                       |  |
|                                             | Volrado IV di Waldeck | Giosia I di Waldeck                    |                                         |  |  |       |  |  |                             |  |  |                                       |  |
|                                             | Volrado IV di Waldeck | Maria di Barby-Mühlingen               |                                         |  |  |       |  |  |                             |  |  |                                       |  |
| Giorgio Federico di Waldeck                 | Volrado IV di Waldeck |                                        |                                         |  |  |       |  |  |                             |  |  |                                       |  |
|                                             |                       | Anna di Baden-Durlach                  | Giacomo III di Baden-Hachberg           |  |  |       |  |  |                             |  |  |                                       |  |
|                                             |                       | Anna di Baden-Durlach                  | Giacomo III di Baden-Hachberg           |  |  |       |  |  |                             |  |  |                                       |  |
|                                             |                       | Anna di Baden-Durlach                  | Elisabetta di Culemburg-Pallandt        |  |  |       |  |  |                             |  |  |                                       |  |
| Sofia Enrichetta di Waldeck                 |                       | Anna di Baden-Durlach                  |                                         |  |  |       |  |  |                             |  |  |                                       |  |
|                                             |                       | Guglielmo di Nassau-Siegen             | …                                       |  |  |       |  |  |                             |  |  |                                       |  |
|                                             |                       | Guglielmo di Nassau-Siegen             | …                                       |  |  |       |  |  |                             |  |  |                                       |  |
|                                             |                       | Guglielmo di Nassau-Siegen             | …                                       |  |  |       |  |  |                             |  |  |                                       |  |
| Elisabetta Carlotta di Nassau-Siegen        |                       | Guglielmo di Nassau-Siegen             |                                         |  |  |       |  |  |                             |  |  |                                       |  |
|                                             |                       | …                                      | …                                       |  |  |       |  |  |                             |  |  |                                       |  |
|                                             |                       | …                                      | …                                       |  |  |       |  |  |                             |  |  |                                       |  |
|                                             |                       | …                                      | …                                       |  |  |       |  |  |                             |  |  |                                       |  |
|                                             |                       | …                                      |                                         |  |  |       |  |  |                             |  |  |                                       |  |